# Молодёжный драматический театр
Молодёжный драматический театр — муниципальный театр в городе Тольятти.

## История
Основан в 1982 году как народный театр под руководством Юрия Алексеевича Тя-Сена.
В театре были поставлены «Женитьба» Н. Гоголя, «Самоотверженный заяц» М. Е. Салтыкова-Щедрина, «Нищий» В. Катаева, «Пробуждение» С. Чуханцева, «Охота на крыс» П. Туррини. Работа театра была высоко оценена на всероссийской театральной конференции в Москве.
1985 год — театр был преобразован в государственный хозрасчётный театр.
1989 год — стал театром-студией «Эксперимент». В его состав вошли народный любительский театр, образцовый ТЮЗ и подготовительная группа ТЮЗа. Оба коллектива были победителями областного фестиваля Всероссийского народного творчества. На базе театра проходил семинар любительских театров Поволжья.
1991 год — «Эксперимент» участвовал в III Всесоюзном фестивале народного творчества.
В феврале 1992 года театр-студия был преобразован в профессиональный муниципальный театр юного зрителя «Эксперимент». В мае 1992 года театр стал лауреатом Международного театрального фестиваля в ФРГ со спектаклем «Женитьба» по пьесе Н. В. Гоголя.

В сентябре 1992 года театр переехал в бывший ДК Речников Тольяттинского судоремонтного завода в поселке Шлюзовом. Торжественное открытие состоялось 6 ноября 1992 года спектаклем «Охота на крыс» по пьесе австрийского драматурга П. Туринни. На церемонии открытия присутствовали Ролан Быков, Елена Санаева, Всеволод Санаев, Алла Ларионова, Валентина Теличкина, Тамара Семина и другие театральные деятели страны. Об открытии Театра юного зрителя сообщало и центральное телевидение, и российское радио.

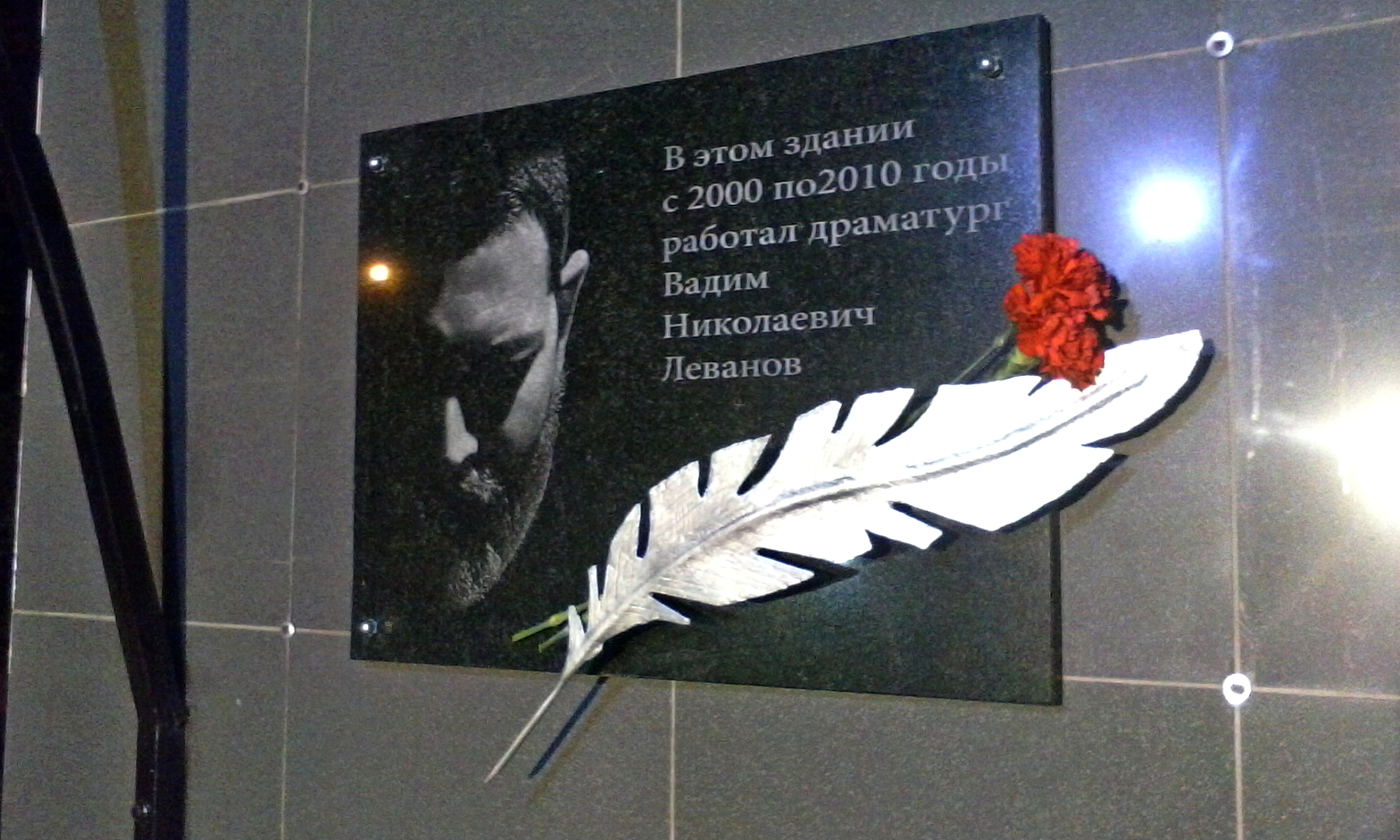
1 ноября 2015 года на фасаде МДТ была установлена мемориальная доска, посвященная драматургу Вадиму Леванову

Со временем и сменой поколений и вовсе позабылась более ранняя история театра. 1992 год стал считаться годом его создания, лишь в 2017 году на основании публикаций сотрудников городского архива историческая справедливость была восстановлена.
В июне 1998 года — новым директором театра стал Дмитрий Викторович Квашко. С его приходом полностью обновился коллектив театра, основу труппы составили выпускники Самарской академии культуры и искусства, актёры театра «Город» (г. Самара) и приглашенные актёры из других театров Тольятти.
С февраля 2000 — театр переехал в здание бывшего кинотеатра «Октябрь», с сентября того же года открыв новый театральный сезон уже на новой сцене.
В марте 2005 года — в руководстве театром произошли изменения, Дмитрий Квашко перешёл на должность главного режиссёра, а директором театра стал Владимир Лукич Коренной.

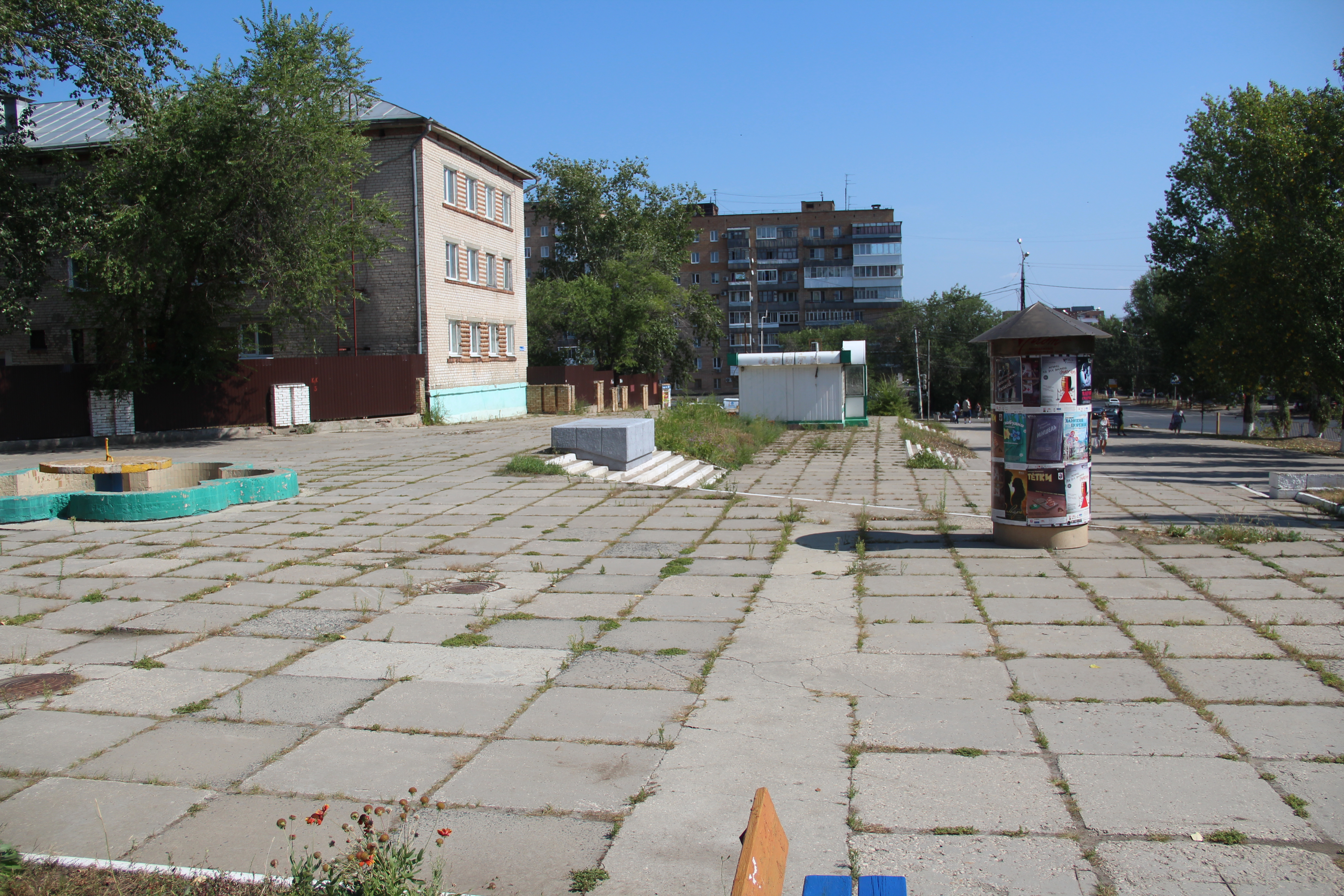
Сквер Вадима Леванова

1 ноября 2015 года в Тольятти, в рамках мини-фестиваля «День Вадима Леванова в Тольятти» на здании Молодёжного драматического театра (ул. Чайкиной, 65) состоялось торжественное открытие мемориальной доски, посвящённой Вадиму Леванову. В здании театра, с которым драматург около десяти лет был связан тесными творческими контактами и дружескими отношениями, был открыт мини-музей, где имеются экспонаты, представляющие творческую и общественную деятельность Леванова — книги, афиши, программки, фотографии, грамоты и т. д.
В 2018 году в Тольятти инициативная группа горожан предложила присвоить имя Вадима Леванова площади, прилегающей к Молодёжному драматическому театру. 6 февраля 2019 года на очередном заседании Думы г.о. Тольятти эта инициатива была поддержана. Однако в итоге в силу юридических нюансов данная территория официально была названа «сквером Вадима Леванова».